# William Miller (prédikátor)
William Miller (Pittsfield, Massachusetts, 1782. február 15. – Hampton, New York, 1849. december 20.) amerikai baptista prédikátor, az adventizmus úttörője.

## Kezdetek
Az amerikai Massachusetts állambeli Pittsfieldben született. Négyéves korában költöztek a New York-i Low Hampton kis falvába. Kilencéves koráig az anyja tanította, majd a frissen alapított East Poultney District Schoolba íratták. Nincs adat arról, hogy 18 éves kora után tovább tanult volna, de sokféle könyvet elolvasott; több könyvtárban volt bérlete (Judge James Witherell és Matthew Lyon kongresszusi képviselő Vermont-beli fairhaveni magánkönyvtára, Alexander Cruikshanks New York-i, Whitehall-beli könyvtára).
1803-ban feleségül vette Lucy Smitht; felesége szülővárosa, a vermonti Poultney közelébe költözött, ahol farmerként tevékenykedett. Több civil hivatal betöltésére is megválasztották itt, mint a helyi rendőr-parancsnoknak . 1809-ben helyettes seriff, majd valamikor békebíró lett. A Vermonti Hadseregcsoportban is szolgált; 1810. július 21-én zászlóssá léptették elő. Viszonylag tehetős embernek számított, mivel saját háza, földje és legalább két lova is volt.
Nem sokkal Poultneybe költözése után, felhagyott baptista gyökereivel és deista lett. A naplójába így ír erről: „Megismerkedtem a falu (Poultney) elöljáróival, akik meggyőződéses deisták voltak; de ennek ellenére jó polgárok és erkölcsös, komoly emberek. Kezembe adták Voltaire, [David] Hume, [Thomas] Paine, Ethan Allen és más deista író könyvét.” (Apology and Defence, William Miller, p. 24).

## Tevékenysége
H. Y. Smith és W. S. Rann úgy említik, mint egyike annak az ötvenegy embernek akik irányítják a várost. Miller Kapitány bejegyzés feltűnik a Morning Star Páholy – ami állítólag az 1800-as években jött létre Poultneyben – korai mesterei között. 1832. november 17-i Truman Hendryxnek írt levelében egy szabadkőműves-ellenes személy halálának örvendezett. Az 1816.-i megtérése után jól dokumentáltak a kőműves-ellenesekről tett kijelentései, és nem talált ellentmondást a baptista vallásos hit és a Szabadkőműves világlátás között. A Poultney környéki páholyok azonban 1832-ben bezártak egy Szabadkőműves-ellenes megmozdulás következtében. 1833. szeptember 12-én már a Baptista egyház ministránsaként tevékenykedett; ezután úgy tűnik, hogy a kőművességben nem töltött be aktív szerepet. Egyes bizonyítékok arra mutatnak, hogy 1834 vagy még később fordult csak el a mozgalomtól.
Az 1812-es háború kitörésekor a vermonti Burlingtonba utazott egy csapat helybelivel együtt, ahol csatlakozott a XXX. Gyalogos Ezredhez, mint az Amerikai Egyesült Államok hadseregének zászlósa. Toborzótisztként tevékenykedett a háború legnagyobb részében, 1814. február 1-jén kapitányi rangra emelték. A Plattsburgi Csata volt az első akciója, az amerikaiak megfutamították a sokszoros túlerőben lévő briteket; ezt isteni csodának látta, és kételkedni kezdett a deizmusban.
A háború véget ért, majd 1815. június 18-án őt is leszerelték. William Miller visszatért Poultneybe, de nem sokkal később családjával visszaköltözött Low Hamptonba. Ebben az időben elsősorban a halállal és a halál utáni élettel kapcsolatos dolgok érdekelték. Nagy hatást gyakorolt rá apja és nővére halála, és a háborúban átélt borzalom. Úgy találta, hogy csak két lehetőség merülhet fel a halál után: megsemmisülés vagy elszámoltatás – egyik lehetőség sem tetszett Millernek.
Megpróbálta visszanyerni a baptizmusba vetett hitét; először össze kívánta egyeztetni a deista és baptista tételeket. Versről versre elemezte a Bibliát, úgy találta, hogy a posztmillennializmus (Jelenések 20. fejezetében leírt 1000 év után jön el Jézus Második Eljövetele; ellentéte a premillennializmus) nem Bibliai tanítás, azt állította, hogy az eljövetel dátuma megtalálható a bibliai próféciákban.

## Megállapításai
Jézus az ezeréves millennium előtt fog eljönni (pre-millenium). A Dániel 8:14 versre alapozta az időpont számítását („És monda nékem: Kétezer és háromszáz estvéig és reggelig, azután kiderül a szenthely igazsága.” – Károli Gáspár – Dániel könyve (Dán). A napok és az évek egymásba helyettesíthetőségének doktrínáját („day-year principle”) fogalmazta meg ő is, mint előtte sok bibliakutató, tanító. A szentély (szanktuárium) megtisztítása a Föld tűzzel való megtisztítását jelképezi, ami Jézus Második Eljövetelekor fog bekövetkezni. A 2300 napos időszak i. e. 457-ben kezdődött, amikor a Perzsa Artaxerxész elrendelte Jeruzsálem újjáépítését. Így 1843-ban telik le a 2300 év, és teljesedik be a prófécia, és  akkor tér vissza Jézus.
1823.-ig csak egyedül tanulmányozott, hogy meggyőződjön számításának helyességéről, majd terjeszteni kezdte. Már 1822-ben összeállította 20 pontból álló füzetét. Csak 1831. augusztus 7-én, a hónap első vasárnapján a New York-i Drezdában kezdett el publikálni.

## Tanainak terjedése
1832.-ben egy 16 részből álló cikksorozatot tett közzé a Vermont Telegraph baptista lapban. Elárasztották a levelek és az érdeklődő vendégek. 1834.-ben már nem tudott személyesen eleget tenni a hitszónoki meghívások sokaságának és a kérdések megválaszolásának, így kiadta tanításainak 64 oldalas vázlatát, a traktátus Evidence from Scripture and History of the Second Coming of Christ, about the Year 1843: Exhibited in a Course of Lectures címen jelent meg.
1840.-re a helyi kétes hírű, zavaros vallási mozgalom nemzeti méreteket öltött. Joshua Vaughan Himes – A montanabeli bostoni Chardon Street Chapel lelkipásztora – lett az egyik kulcsfigurája ennek az időszaknak, aki publikációs tapasztalattal és lehetőségekkel rendelkezett. Himes csak 1842.-ben fogadta el teljes mértékben Miller tanait. Ennek ellenére Himes a Signs of the Times kéthetente megjelenő folyóiratot biztosította Miller számára, melynek első száma 1840. február 28-án jelent meg.

## Krisztus Második Eljövetelére várva
A támogatóinak nyomása ellenére sem jelentett ki határozott dátumot az Úr Második Eljövetelének bekövetkezésére vonatkozóan; azonban 1843. március 21. és 1844. március 21. közé (rabbinikus judaizmus naptár szerinti egy év) szorította ezt az intervallumot. 1844. március 21. elmúlt minden incidens nélkül, 1844. április 18. lett az új dátum a karaita zsidók naptára alapján. Azonban ez a dátum is elmúlt Krisztus visszatérése nélkül. Beismerte, hogy tévedett, de továbbra is hirdette, hogy Jézus Második Eljövetele már a kapuban van.
1844 augusztusában a New Hampshire-i Exeterben tartott összejövetelen Samuel S. Snow közvetítette az új dátumot. Beszédét "Heted-havi Üzenet" vagy "Igazi Éjféli Siralom" néven emlegetik, amiben 1844. október 22-t jelölte meg.
Október 23-án is ugyanúgy kelt fel a nap, mint bármely más napon; ez lett a millerita mozgalom követőinek nagy kiábrándulása. A legtöbb millerita egyszerűen felhagyott a hittel, de burjánzani kezdtek az új nézőpontok is. Miller továbbra is várta a második eljövetelt, de úgy gondolta, hogy emberi eredetű és téves a felállított kronológia.
1849. december 20-án bekövetkezett haláláig várta az eljövetelt, Low Hampton közelében temették el. Háza ma múzeumként működik, egy bejegyzett amerikai Nemzeti Történelmi Mérföldkő.

## Hatása
A milleriták 50 000 és 500 000 közötti főt számláltak, Miller hagyatékát az Adventista Keresztény Egyház (61 000 taggal), Hetednapi Adventista Egyház (14 000 000 taggal) viszi tovább. Számos közösség a nagy kiábrándulás megrázkódtatásából emelkedett ki, mint a Bibliakutató mozgalom.